# Carlo Rustichelli
Carlo Rustichelli (Carpi, 25 dicembre 1916 – Roma, 13 novembre 2004) è stato un compositore italiano.

## Biografia
Diplomato in pianoforte e composizione, dopo una breve parentesi teatrale esordisce nella musica da film con Gli ultimi filibustieri (1943). Da allora ha collaborato a più di duecento colonne sonore, dimostrando una facile vena melodica ed evocando atmosfere e stati d'animo che ben si adattavano sia a film drammatici, sia a commedie e a film comici. La sua tecnica compositiva si basava sulla profonda conoscenza di temi popolari, sapientemente arrangiati, ma spaziava anche attraverso altri generi musicali. Esemplare è la splendida colonna sonora "jazzata" (titoli di testa) del film Vogliamo i colonnelli, dove peraltro coesiste anche una simpatica marcetta popolare nei titoli di coda.
Tra le sue composizioni più famose, quelle scritte per i film di Pietro Germi, un incontro nel 1947 tramite il produttore Luigi Rovere che crea una collaborazione fra i tre che si snoda attraverso quasi tutte le pellicole del maestro: da In nome della legge a Il ferroviere, da Il cammino della speranza a Signore & signori, e i film realizzati dal produttore torinese. Oltre che con Germi, Rustichelli ha collaborato con i più prestigiosi registi italiani, quali Bertolucci, Monicelli, Pasolini e Risi, mentre tra i registi stranieri va ricordato Billy Wilder. Sua figlia Alida Chelli ha esordito come cantante proprio in un film di Germi, Un maledetto imbroglio, in cui interpretava un brano in romanesco poi riproposto anche da Gabriella Ferri, dal titolo Sinnò me moro.
Sue sono anche le musiche di molti spaghetti-western, ma il commento musicale più celebre rimane la divertente ed orecchiabile marcetta composta per L'armata Brancaleone e divenuta poi un classico. La sua attività per il cinema è stata intensissima soprattutto tra il 1950 e il 1975; nel diradare successivamente i suoi impegni cinematografici, Rustichelli ha avuto l'opportunità di lavorare anche per la televisione, componendo le musiche per alcune fiction. Carlo Rustichelli ha ottenuto due Nastri d'argento per la migliore colonna sonora: il primo nel 1959 per L'uomo di paglia di Pietro Germi, il secondo nel 1967 per la già citata Armata Brancaleone di Mario Monicelli. 
È stato il padre dell'attrice Alida Chelli e del compositore Paolo Rustichelli; con quest'ultimo ha collaborato alla realizzazione di varie colonne sonore per cinema e TV, tra le quali Amici miei - Atto IIIº. È stato inoltre il nonno materno del conduttore televisivo Simone Annicchiarico, figlio di Alida Chelli e dell'attore e comico Walter Chiari.
È morto a Roma nel 2004 all'età di 87 anni ed è sepolto nel cimitero di Carpi (MO) insieme alla figlia Alida.

## Filmografia parziale

### Cinema
- All'ombra della gloria, regia di Pino Mercanti (1945)
- In nome della legge, regia di Pietro Germi (1949)
- La cintura di castità, regia di Camillo Mastrocinque (1949)
- Totò cerca casa, regia di Steno e Mario Monicelli (1949)
- I fuorilegge, regia di Aldo Vergano (1950)
- Il cammino della speranza, regia di Pietro Germi (1950)
- Il leone di Amalfi, regia di Pietro Francisci (1950)
- Atto di accusa, regia di Giacomo Gentilomo (1950)
- Barriera a settentrione, regia di Luis Trenker (1950)
- Il bivio, regia di Fernando Cerchio (1951)
- I falsari, regia di Franco Rossi (1951)
- La vendetta del corsaro, regia di Primo Zeglio (1951)
- Totò e le donne, regia di Steno e Mario Monicelli (1952)
- Il brigante di Tacca del Lupo, regia di Pietro Germi (1952)
- Prigioniera della torre di fuoco, regia di Giorgio Walter Chili (1952)
- La figlia del diavolo, regia di Primo Zeglio (1952)
- Gelosia, regia di Pietro Germi (1953)
- Perdonami!, regia di Mario Costa (1953)
- Ti ho sempre amato!, regia di Mario Costa (1953)
- Amori di mezzo secolo, regia di Mario Chiari, Pietro Germi, Glauco Pellegrini, Antonio Pietrangeli, Roberto Rossellini (1954)
- Il cardinale Lambertini, regia di Giorgio Pastina (1954)
- I due compari, regia di Carlo Borghesio (1955)
- Un giglio infranto, regia di Giorgio Walter Chili (1955)
- Ciao, pais..., regia di Osvaldo Langini (1956)
- Il ferroviere, regia di Pietro Germi (1956)
- Disperato addio, regia di Lionello De Felice (1956)
- Orizzonte infuocato, regia di Roberto Bianchi Montero (1957)
- Padri e figli, regia di Mario Monicelli (1957)
- Dinanzi a noi il cielo, regia di Roberto Savarese (1957)
- L'uomo di paglia, regia di Pietro Germi (1958)
- Totò e Marcellino, regia di Antonio Musu (1958)
- Valeria ragazza poco seria, regia di Guido Malatesta (1958)
- Non sono più guaglione, regia di Domenico Paolella (1958)
- L'uomo dai calzoni corti, regia di Glauco Pellegrini (1958)
- Annibale, regia di Carlo Ludovico Bragaglia e Edgar G. Ulmer (1959)
- Un maledetto imbroglio, regia di Pietro Germi (1959)
- Esterina, regia di Carlo Lizzani (1959)
- La prima notte, regia di Alberto Cavalcanti (1959)
- Noi siamo due evasi, regia di Giorgio Simonelli (1959)
- Caterina Sforza, la leonessa di Romagna, regia di Giorgio Walter Chili (1959)
- Destinazione Sanremo, regia di Domenico Paolella (1959)
- Arrangiatevi, regia di Mauro Bolognini (1959)
- Un amore a Roma, regia di Dino Risi (1960)
- A noi piace freddo...!, regia di Steno (1960)
- La lunga notte del '43, regia di Florestano Vancini (1960)
- La Venere dei pirati, regia di Mario Costa (1960)
- Letto a tre piazze, regia di Steno (1960)
- Psycosissimo, regia di Steno (1961)
- Divorzio all'italiana, regia di Pietro Germi (1961)
- I moschettieri del mare, regia di Steno (1961)
- Giorno per giorno, disperatamente, regia di Alfredo Giannetti (1961)
- Il ratto delle Sabine, regia di Richard Pottier (1961)
- La bellezza di Ippolita, regia di Giancarlo Zagni (1962)
- Le quattro giornate di Napoli, regia di Nanni Loy (1962)
- La commare secca, regia di Bernardo Bertolucci (1962)
- Arrivano i titani, regia di Duccio Tessari (1962)
- La tigre dei sette mari, regia di Luigi Capuano (1962)
- L'isola di Arturo, regia di Damiano Damiani (1962)
- Ro.Go.Pa.G., regia di Jean-Luc Godard, Ugo Gregoretti, Pier Paolo Pasolini, Roberto Rossellini (1962)
- La ragazza di Bube, regia di Luigi Comencini (1962)
- Ercole contro Moloch, regia di Giorgio Ferroni (1962)
- Il colpo segreto di d'Artagnan, regia di Siro Marcellini (1962)
- I compagni, regia di Mario Monicelli (1963)
- La frusta e il corpo, regia di Mario Bava (1963)
- Totò e Cleopatra, regia di Fernando Cerchio (1963)
- Sedotta e abbandonata, regia di Pietro Germi (1964)
- Coriolano, eroe senza patria, regia di Giorgio Ferroni (1964)
- Il figlio di Cleopatra, regia di Ferdinando Baldi (1964)
- I giganti di Roma, regia di Antonio Margheriti (1964)
- La valle dell'eco tonante, regia di Tanio Boccia (1964)
- Sandokan contro il leopardo di Sarawak, regia di Luigi Capuano (1964)
- Sei donne per l'assassino, regia di Mario Bava (1964)
- Sandokan alla riscossa, regia di Luigi Capuano (1964)
- Genoveffa di Brabante, regia di José Luis Monter (1964)
- Totò contro il pirata nero, regia di Fernando Cerchio (1964)
- Buffalo Bill - L'eroe del Far West, regia di Mario Costa (1965)
- I misteri della giungla nera, regia di Luigi Capuano (1965)
- Letti sbagliati, regia di Steno (1965)
- L'avventuriero della Tortuga, regia di Luigi Capuano (1965)
- L'armata Brancaleone, regia di Mario Monicelli (1966)
- Signore & signori, regia di Pietro Germi (1966)
- Operazione paura, regia di Mario Bava (1966)
- Io, io, io... e gli altri, regia di Alessandro Blasetti (1966)
- Il ladro della Gioconda, regia di Michel Deville (1966)
- Colpo doppio del camaleonte d'oro, regia di Giorgio Stegani (1967)
- Dio perdona... io no! (con lo pseudonimo di Ángel Oliver Pina), regia di Giuseppe Colizzi (1967)
- I due vigili, regia di Giuseppe Orlandini (1967)
- I sette fratelli Cervi, regia di Gianni Puccini (1968)
- I tre che sconvolsero il West (Vado, vedo e sparo), regia di Enzo G. Castellari (1968)
- I quattro dell'Ave Maria, regia di Giuseppe Colizzi (1968)
- Ognuno per sé, regia di Giorgio Capitani (1968)
- Il pistolero segnato da Dio, regia di Giorgio Ferroni (1968)
- L'uomo, l'orgoglio, la vendetta, regia di Luigi Bazzoni (1968)
- Un minuto per pregare, un istante per morire, regia di Franco Giraldi (1968)
- I bastardi, regia di Duccio Tessari (1968)
- Cin cin... cianuro, regia di Ernesto Gastaldi (1968)
- Un treno per Durango, regia di Mario Caiano (1968)
- La battaglia di El Alamein, regia di Giorgio Ferroni (1969)
- Delitto quasi perfetto, regia di Mario Camerini (1969)
- Probabilità zero, regia di Maurizio Lucidi (1969)
- La collina degli stivali, regia di Giuseppe Colizzi (1969)
- La porta del cannone, regia di Leopoldo Savona (1969)
- Certo, certissimo, anzi... probabile, regia di Marcello Fondato (1969)
- Il terribile ispettore, regia di Mario Amendola (1969)
- Una spada per Brando, regia di Alfio Caltabiano (1970)
- Le castagne sono buone, regia di Pietro Germi (1970)
- Brancaleone alle crociate, regia di Mario Monicelli (1970)
- E venne il giorno dei limoni neri, regia di Camillo Bazzoni (1970)
- Bubù, regia di Mauro Bolognini (1971)
- Detenuto in attesa di giudizio, regia di Nanni Loy (1971)
- In nome del popolo italiano, regia di Dino Risi (1971)
- Il sergente Klems, regia di Sergio Grieco (1971)
- Mordi e fuggi, regia di Dino Risi (1972)
- Don Camillo e i giovani d'oggi, regia di Mario Camerini (1972)
- Che cosa è successo tra mio padre e tua madre?, regia di Billy Wilder (1972)
- Zanna Bianca, regia di Lucio Fulci (1972)
- Milano rovente, regia di Umberto Lenzi (1972)
- Bella, ricca, lieve difetto fisico, cerca anima gemella, regia di Nando Cicero (1972)
- Una matta, matta, matta corsa in Russia, regia di Ėl'dar Rjazanov e Francesco Prosperi (1972)
- Alfredo Alfredo, regia di Pietro Germi (1972)
- Vogliamo i colonnelli, regia di Mario Monicelli (1973)
- Tutti per uno botte per tutti, regia di Bruno Corbucci (1973)
- Il ritorno di Zanna Bianca, regia di Lucio Fulci (1974)
- L'emigrante, regia di Pasquale Festa Campanile (1974)
- Permettete signora che ami vostra figlia?, regia di Gian Luigi Polidoro (1974)
- Zanna Bianca alla riscossa, regia di Tonino Ricci (1974)
- Un uomo, una città, regia di Romolo Guerrieri (1974)
- Amici miei, regia di Mario Monicelli (1975)
- Il gatto mammone, regia di Nando Cicero (1975)
- Salvo D'Acquisto, regia di Romolo Guerrieri (1975)
- Una donna alla finestra (Une femme à sa fenêtre), regia di Pierre Granier-Deferre (1976)
- L'ultimo giorno d'amore (L'homme pressé) regia di Édouard Molinaro (1977)
- La gang del parigino, regia di Jacques Deray (1977)
- 6000 km di paura, regia di Bitto Albertini (1978)
- Le Beaujolais nouveau est arrivé, regia di Jean-Luc Voulfow (1978)
- Zio Adolfo in arte Führer, regia di Franco Castellano e Giuseppe Moccia (1978)
- Assassinio sul Tevere, regia di Bruno Corbucci (1979)
- Testa o croce, regia di Nanni Loy (1982)
- Amici miei - Atto IIº, regia di Mario Monicelli (1982)
- Il petomane, regia di Pasquale Festa Campanile (1983)
- Il trono di fuoco, regia di Franco Prosperi (1983)
- Ator 2 - L'invincibile Orion, regia di Joe D'Amato (1984)
- La donna delle meraviglie, regia di Alberto Bevilacqua (1985)
- Amici miei - Atto IIIº, regia di Nanni Loy (1985)
- Per sempre, regia di Walter Hugo Khouri (1991)
- L'uomo dal sigaro in bocca, regia di Mario Sesti (1991)
- Pietro Germi - Il bravo, il bello, il cattivo, regia di Claudio Bondi (2009)

### Televisione
- Odissea - miniserie TV, 8 episodi (1968)

## Programmi radiofonici Rai
- Le formiche, radiocommedia di Anna Luisa Meneghini, musiche di Carlo Rustichelli, regia di Guglielmo Morandi, trasmessa il 21 settembre 1951.

## Riconoscimenti
- Nastro d'argento
  - 1959 – Miglior colonna sonora per L'uomo di paglia
  - 1967 – Miglior colonna sonora per L'armata Brancaleone